# De Goede Verwachting (waterschap)
De Goede Verwachting is een voormalig waterschap in de provincie Groningen.
Het schap lag bijna geheel in de huidige bebouwde kom van Muntendam. De noordgrens lag bij de Kerkstraat, de oostgrens bij de Oude Verlaat (straat), de zuidgrens op de gemeentegrens met Veendam, de westgrens lag op de Bovenweg. Het gedeelte ten zuiden van de Tolweg en zo'n 600 m westelijk van de Bovenweg hoorde ook bij het waterschap. De polder had aan de oostzijde een motorgemaal dat op het Westerdiep uitsloeg. 
Waterstaatkundig gezien ligt het gebied sinds 2000 binnen dat van het waterschap Hunze en Aa's.